# G. Sacco Albanese
 (mars 2009).
Si vous disposez d'ouvrages ou d'articles de référence ou si vous connaissez des sites web de qualité traitant du thème abordé ici, merci de compléter l'article en donnant les références utiles à sa vérifiabilité et en les liant à la section « Notes et références ».
Pour les articles homonymes, voir Albanese.
G. Sacco Albanese est un acteur et pionnier dans le cinéma des années 1890-1900.
Il a notamment aidé à la conception du Kinétoscope, en tournant peut-être dans Monkeyshines, No. 1. En effet, un débat réside sur l'acteur de ce court métrage : John Ott ou lui-même.